# Oberpostdirektion Straßburg im Elsaß
Die Oberpostdirektion Straßburg (OPD) wurde am 1. Oktober 1870 in Straßburg in einem angemieteten Gebäude eingerichtet. In den Jahren 1896–1899 erfolgte nach einem Entwurf der Bauabteilung im Reichspostamt durch Postbaurat Ernst Hake zusammen mit Ewald von Rechenberg ein Neubau.

## Geschichte
Der Deutsch-Französische Krieg von 1870/71 führte mit dem Frieden von Frankfurt im Mai 1871 zum Anschluss des Elsass mit Straßburg und des nördlichen Teils von Lothringen an das neu gegründete Deutsche Kaiserreich.
Der Neubau der Oberpostdirektion Straßburg im Elsaß entstand auf einer Grundfläche von 6.500 m² unter der Oberbauleitung von Postbaurat Ludwig Bettcher (1846–1912) und Postbauinspektor Karl Buddeberg (1856–1934). Der Gebäudekomplex wurde zwischen 1896 und 1899 von Hake und von Rechenberg entworfen und am 12. November 1899 eingeweiht. Er erstreckt sich über 4 Straßen und nimmt einen ganzen Block von 11.000 m² ein (die Grundfläche beträgt 6.500 m²). Für den Neubau wurde der neugotische Stil bevorzugt, weil sich in der Nähe bereits prächtige Neorenaissance-Gebäude, der Elsass-Lothringen-Landesausschuß und die Universitätsbibliothek befanden. Der monumentale Stil der Renaissance wäre den Bedürfnissen der Postverwaltung nicht angepasst gewesen.
Sie war Mittelbehörde der Postverwaltung und zuständig für das Elsass.
Die OPD Straßburg hatte im Rechnungsjahr 1884 in 319 Ämtern und Amtsstellen des Post- und 232 des Telegraphendienstes 1.563 Beschäftigte. Zu diesem Zeitpunkt gab es 289 Fernsprechteilnehmer. Im Rechnungsjahr 1906 war die Zahl der Ämter auf 931 und die der Beschäftigten auf 4.827 gestiegen.
Nach dem Ende des Ersten Weltkrieges erfolgte durch den Vertrag von Versailles die Rückgliederung Elsaß-Lothringens nach Frankreich am 17. Oktober 1919. Damit erfolgte auch die Auflösung der Oberpostdirektionen in Straßburg und Metz.

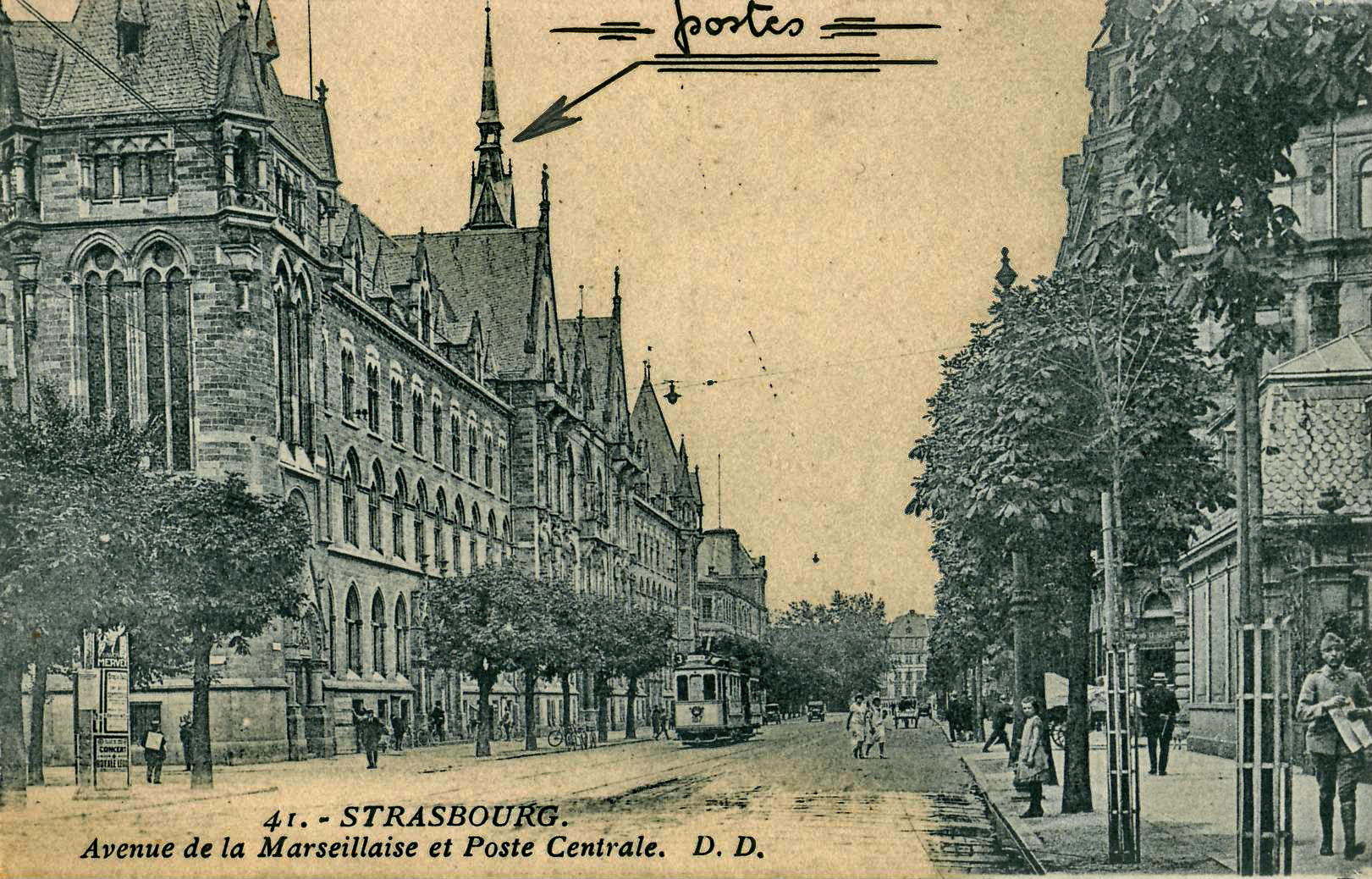
Hauptpostamt Straßburg, um 1920
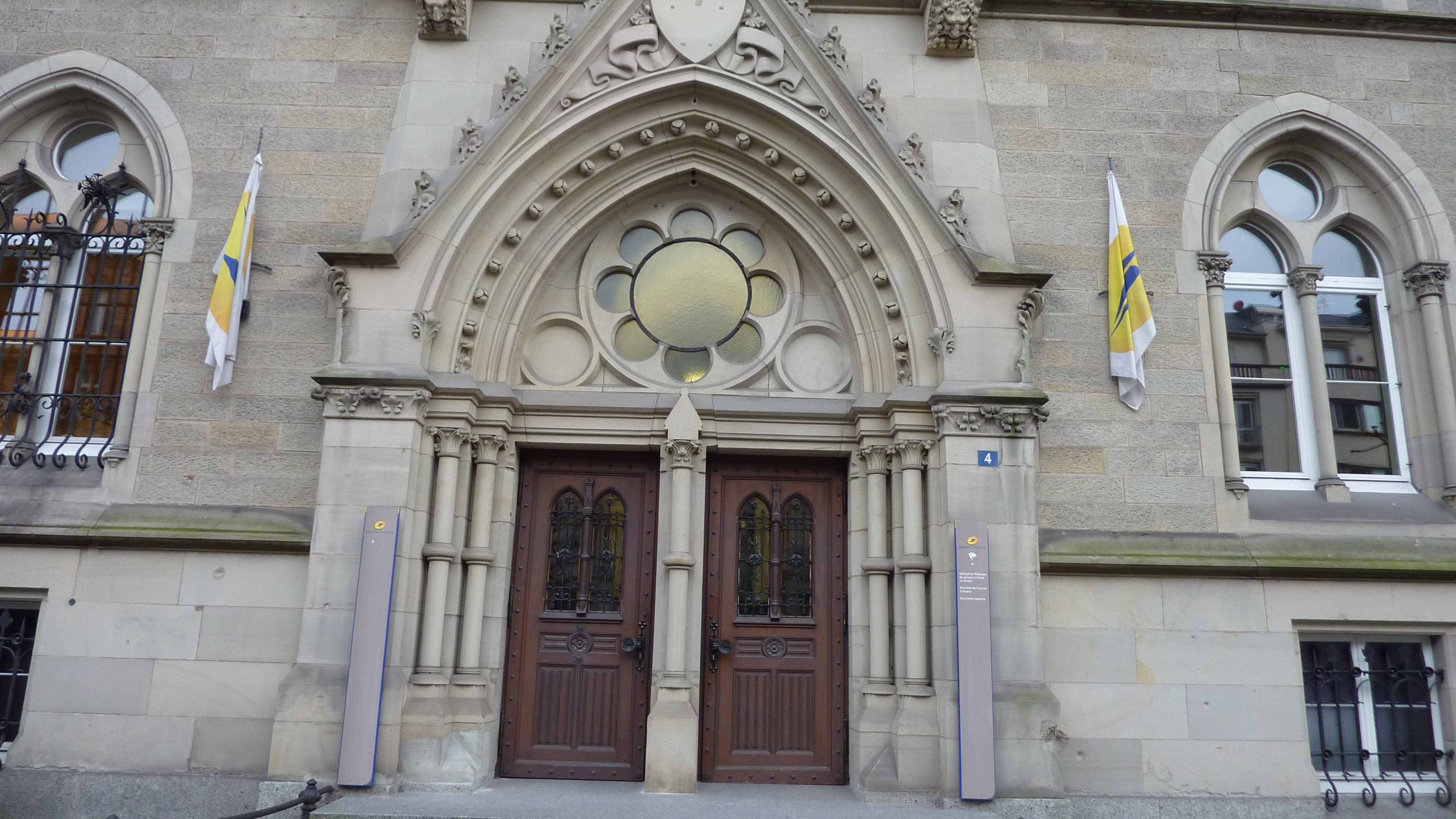
Direction de La Poste, 2012
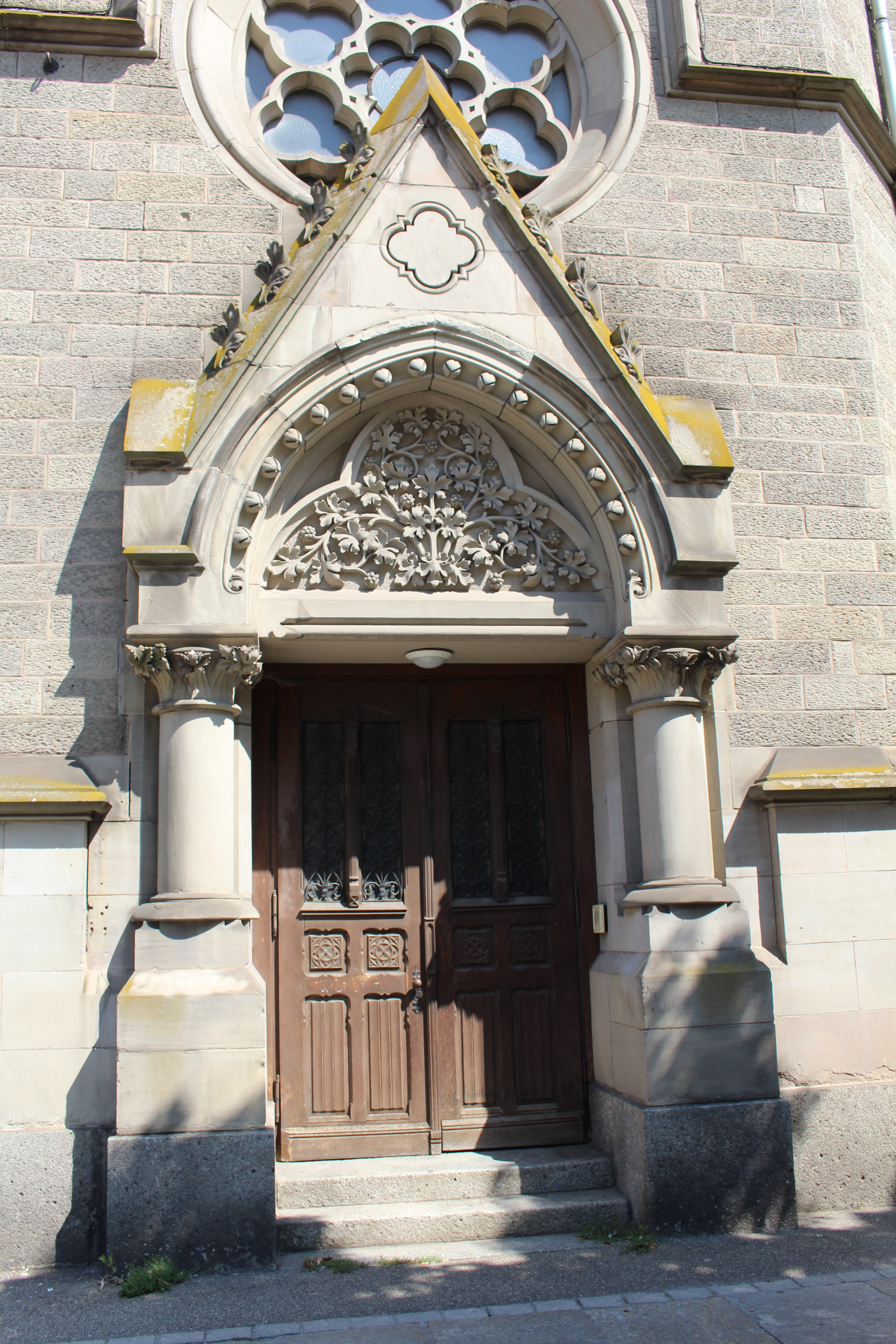
Hôtel des Postes, 2019
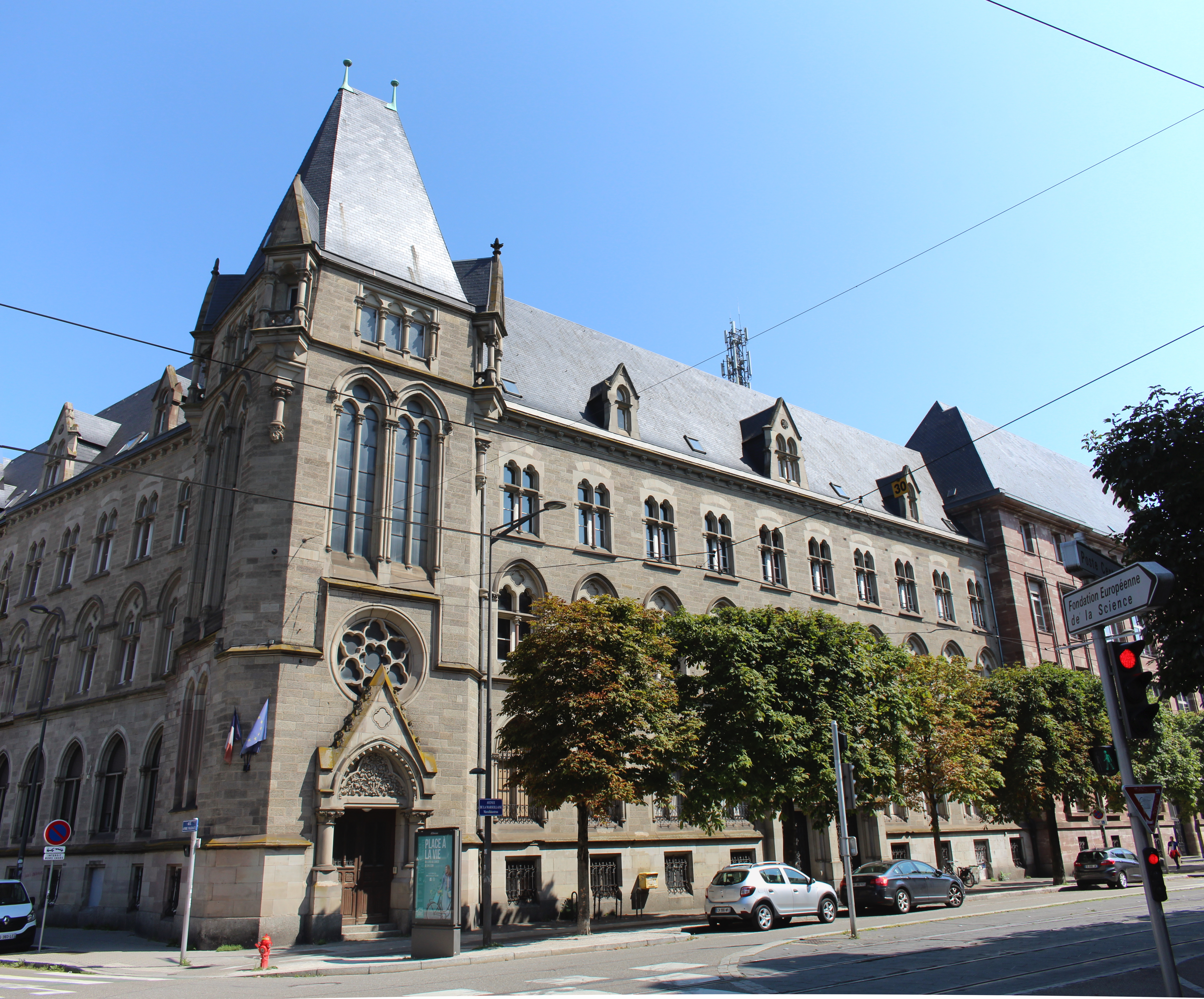
Hauptpostamt Straßburg, 2019

## Leiter der Oberpostdirektion
- 1871–1874 Ludwig Miessner († 1884)
- 1874 Friedrich Zschüschner (1827–1893)
- 1890 Hagemann
- 1891–1905 Valentin Julius Leitolf[6]
- 1905 Stähle
- 1905-/1908 Franz Joseph Ronge
- 1911/1914 Robert Zech

## Hauptpost Heute
Nach etlichen Renovierungen und Umbauten des Postgebäudes über die Jahre ist bis heute das Hauptpostamt der französischen Post in  Betrieb. Die Hauptpost La Poste centrale de Strasbourg befindet sich an diesem Platz in der 5 Avenue de la Marseillaise.